# 三重郡

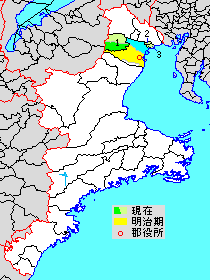
三重県三重郡の範囲（1.菰野町 2.朝日町 3.川越町 薄緑・水色：後に他郡から編入した区域）

- 令制国一覧 > 東海道 > 伊勢国 > 三重郡
- 日本 > 近畿地方 > 三重県 > 三重郡

三重郡（みえぐん）は、三重県（伊勢国）の郡。
人口66,363人、面積121.72km²、人口密度545人/km²。（2025年4月1日、推計人口）
以下の3町を含む。
- 菰野町（こものちょう）
- 朝日町（あさひちょう）
- 川越町（かわごえちょう）

## 郡域
1879年（明治12年）に行政区画として発足した当時の郡域は、下記の区域にあたる。
- 四日市市の大部分（南小松町・鹿間町・和無田町・水沢野田町および概ね羽津、富士町、城山町、羽津山町、山手町、緑丘町、垂坂町、垂坂新町、中村町、萱生町、あかつき台、山城町、札場町、小牧町、中野町以北を除く）
- 菰野町の大部分（永井・竹成・小島・田口・田口新田・田光・杉谷・切畑・榊・根の平を除く）

## 歴史
明治5年（1872年）に三重県庁が四日市に置かれ、本郡の名が県名の由来となった。翌明治6年（1873年）に県庁は安濃津（現在の津市）に移転したが、県名は変更されないまま現在に至る。

### 近世以降の沿革
- 「旧高旧領取調帳」に記載されている明治初年時点での支配は以下の通り。幕府領は信楽代官所が管轄。●は村内に寺社領が存在。（1町88村）

| 知行         | 知行                                 | 村数     | 村名 |
| ------------ | ------------------------------------ | -------- | --- |
| 幕府領       | 幕府領                               | 1町 12村 | 四日市町、浜田村、浜一色村、大治田村、内堀村、●六呂見村、塩浜村、辰巳新田、大橋新田、馳出村、小古曽村、采女村、六名村、亥子新田 |
| 幕府領       | 旗本領                               | 1村      | 西坂部村 |
| 藩領         | 伊勢菰野藩                           | 15村     | 水沢村、小山村、黒田村、西菰野村、中菰野村、東菰野村、福村、宿野村、神田村、森村、上鵜川原村、諏訪村、池底村、吉沢村、潤田村    |
| 藩領         | 武蔵忍藩                             | 10村     | 赤堀村、八王子村、室山村、西日野村、東日野村、北野村、岡村、福松村、千草村、音羽村                                              |
| 藩領         | 伊勢津藩                             | 10村     | 松本村、貝塚村、山之一色村、東坂部村、西野村、江村、赤水村、下海老原村、桜一色村、佐倉村                                        |
| 藩領         | 伊勢久居藩                           | 7村      | 小生村、大井手村、伊倉村、久保田村、東中川原村、西中川原村、高角村                                                              |
| 藩領         | 伊勢桑名藩                           | 8村      | 本郷村、南川村、南五味塚村、北五味塚村、吉崎新田、北一色村、小倉村、吉崎附新田                                                  |
| 藩領         | 伊勢亀山藩                           | 4村      | 北小松村、貝家村、波木村、堂箇山村                                                                                              |
| 藩領         | 上総一宮藩                           | 3村      | 東阿倉川村、西阿倉川村、芝田村                                                                                                  |
| 藩領         | 下野吹上藩                           | 2村      | 末永村、野田村 |
| 藩領         | 紀伊和歌山藩                         | 1村      | 泊村 |
| 藩領         | 忍藩・津藩                           | 1村      | 下鵜川原村 |
| 藩領         | 忍藩・亀山藩                         | 1村      | 川島村 |
| 藩領         | 忍藩・一宮藩・吹上藩                 | 1村      | 上海老原村 |
| 藩領         | 忍藩・吹上藩                         | 1村      | 川北村 |
| 藩領         | 津藩・久居藩                         | 3村      | 尾平村、寺方村、川原田村 |
| 藩領         | 津藩・吹上藩                         | 1村      | 平尾村 |
| 幕府領・藩領 | 幕府領・菰野藩                       | 1村      | 山田村 |
| 幕府領・藩領 | 幕府領・忍藩                         | 1村      | 小杉村 |
| 幕府領・藩領 | 幕府領・久居藩                       | 1村      | 曽井村 |
| 幕府領・藩領 | 幕府領・桑名藩                       | 1村      | 川尻村 |
| 幕府領・藩領 | 幕府領・吹上藩                       | 1村      | 智積村 |
| 幕府領・藩領 | 幕府領・伊勢神戸藩                   | 1村      | 日永村 |
| その他       | 旗本領・忍藩・伊勢内宮御師山本太夫領 | 1村      | 生桑村 |

- 慶応4年
  - 1月22日（1868年2月15日） - 戊辰戦争により桑名城が開城し、桑名藩領が名古屋藩取締地となる。
  - 3月7日（1868年3月30日） - 信楽代官所の管轄地域が大津裁判所の管轄となる。
  - 4月28日（1868年5月20日）[6] - 大津裁判所の管轄地域が大津県の管轄となる。
- 明治2年
  - 8月2日（1869年9月7日） - 大津県の管轄地域が度会県の管轄となる。
  - 8月10日（1869年9月15日） - 桑名藩が減封のうえ再興。川尻村のみ安堵。
- 明治4年
  - 7月14日（1871年8月29日） - 廃藩置県により、藩領が菰野県、忍県、津県、久居県、桑名県、亀山県、吹上県、和歌山県、神戸県の管轄となる。
  - 11月22日（1872年1月2日） - 第1次府県統合により、全域が安濃津県の管轄となる。
- 明治5年3月17日（1872年4月24日） - 安濃津県が改称して三重県となる。
- 明治初年 - 東中川原村・西中川原村が合併して中川原村となる[7]。（1町87村）
- 明治7年 - 岡村・福松村が千草村に合併。（1町85村）
- 明治8年（1875年）（1町78村）
  - 辰巳新田・大橋新田が合併して旭村となる。
  - 西菰野村・中菰野村・東菰野村が合併して菰野村となる。
  - 神田村・森村が合併して神森村となる。
  - 上鵜川原村・諏訪村が合併して大強原村となる。
  - 吉崎新田・吉崎附新田が合併して吉崎村となる。
  - 桜一色村が佐倉村に合併。
- 明治12年（1879年）2月5日 - 郡区町村編制法の三重県での施行により、行政区画としての三重郡が発足。「三重朝明郡役所」が四日市町に設置され、朝明郡とともに管轄（のちに海蔵村に移転）。

### 町村制以降の沿革

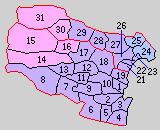
1.四日市町 2.日永村 3.塩浜村 4.楠村 5.河原田村 6.内部村 7.小山田村 8.水沢村 9.四郷村 10.常磐村 11.川島村 12.神前村 13.桜村 14.菰野村 15.千種村 16.鵜川原村 17.県村 18.三重村 19.海蔵村 21.羽津村 22.富田村 23.富洲原村 24.川越村 25.朝日村 26.大矢知村 27.八郷村 28.下野村 29.保々村 30.竹永村 31.朝上村（紫：四日市市 桃：菰野町 青：合併なし）

- 明治22年（1889年）4月1日 - 町村制の施行により、以下の町村が発足。特記以外は全域が現・四日市市。（1町18村）
  - 四日市町 ← 四日市町[8]、浜田村、浜一色村、末永村［鳥居町］、赤堀村［字新正］
  - 日永村 ← 日永村、泊村、六呂見村［大部分］
  - 塩浜村 ← 塩浜村、馳出村、旭村、六呂見村［一部］
  - 楠村 ← 北一色村、小倉村、本郷村、吉崎村、北五味塚村、南五味塚村、南川村
  - 河原田村 ← 川原田村、貝塚村、内堀村、川尻村、大治田村
  - 内部村 ← 波木村、貝家村、采女村、北小松村、小古曽村
  - 小山田村 ← 小山村、山田村、六名村、堂箇山村
  - 水沢村（単独村制）
  - 四郷村 ← 東日野村、西日野村、室山村、八王子村
  - 常磐村 ← 大井手村、松本村、伊倉村、赤堀村［一部[9]を除く］、中川原村、久保田村、芝田村
  - 川島村 ← 川島村、小生村
  - 神前村 ← 曽井村、高角村、寺方村、西野村、尾平村
  - 桜村 ← 佐倉村、智積村
  - 菰野村 ← 菰野村、宿野村、福村、神森村（現・菰野町）
  - 千種村 ← 潤田村、音羽村、千草村（現・菰野町）
  - 鵜川原村 ← 吉沢村、下鵜川原村、川北村、大強原村、池底村（現・菰野町）
  - 県村 ← 黒田村、江村、北野村、平尾村、赤水村、上海老原村、下海老原村
  - 三重村 ← 東坂部村、西坂部村、山之一色村、生桑村、小杉村
  - 海蔵村 ← 末永村［一部[10]を除く］、西阿倉川村、東阿倉川村、野田村

- 明治29年（1896年）4月1日 - 郡制の施行のため、三重郡・朝明郡の区域をもって、改めて三重郡が発足。羽津村、富田村、富洲原村（現・四日市市）、川越村（現・川越町）、朝日村（現・朝日町）、大矢知村、八郷村、下野村、保々村（現・四日市市）、竹永村、朝上村（現・菰野町）が本郡の所属となる。（1町29村）
- 明治30年（1897年）
  - 8月1日 - 四日市町が市制施行して四日市市となり、郡より離脱。（29村）
  - 9月1日 - 郡制を施行。郡役所を四日市市に設置。
- 大正元年（1912年）11月10日 - 富田村が町制施行して富田町となる。（1町28村）
- 大正12年（1923年）
  - 1月1日 - 富洲原村が町制施行して富洲原町となる。（2町27村）
  - 4月1日 - 郡会が廃止。郡役所は存続。
- 大正15年（1926年）7月1日 - 郡役所が廃止。以降は地域区分名称となる。
- 昭和3年（1928年）10月1日 - 菰野村が町制施行して菰野町となる。（3町26村）
- 昭和5年（1930年）1月1日 - 海蔵村・塩浜村が四日市市に編入。（3町24村）
- 昭和15年（1940年）2月11日 - 楠村が町制施行して楠町となる。（4町23村）
- 昭和16年（1941年）2月11日 - 日永村・常磐村・羽津村・富田町・富洲原町が四日市市に編入。（2町20村）
- 昭和18年（1943年）9月15日 - 四郷村・内部村が四日市市に編入。（2町18村）
- 昭和29年（1954年）
  - 3月31日 - 小山田村が四日市市に編入。（2町17村）
  - 7月1日 - 川島村・神前村・桜村・三重村・県村・八郷村・下野村・大矢知村・河原田村が四日市市に編入。（2町8村）
  - 10月17日 - 朝日村が町制施行して朝日町となる。（3町7村）
- 昭和30年（1955年）4月1日 - 朝上村・千種村が合併して朝明村が発足。（3町6村）
- 昭和31年（1956年）9月30日 - 菰野町・鵜川原村・竹永村が合併し、改めて菰野町が発足。（3町4村）
- 昭和32年（1957年）
  - 1月15日 - 朝明村が菰野町に編入。（3町3村）
  - 4月15日 - 水沢村・保々村が四日市市に編入。（3町1村）
- 昭和36年（1961年）
  - 5月1日 - 川越村が町制施行して川越町となる。（4町）
  - 11月27日 - 朝日町の一部（新当新田・新縄生）が川越町に、川越町の一部（川越当新田・川越縄生）が朝日町にそれぞれ編入。
- 平成17年（2005年）2月7日 - 楠町が四日市市に編入。（3町）

### 変遷表
| 旧 郡    | 明治以前   | 明治以前   | 明治初年 - 明治22年 | 明治22年 4月1日 町村制施行 | 明治22年 - 明治45年            | 大正元年 - 大正15年          | 昭和元年 - 昭和20年            | 昭和21年 - 昭和30年            | 昭和31年 - 昭和64年            | 平成元年 - 現在               | 現在     |
| -------- | ---------- | ---------- | ------------------- | -------------------------- | ------------------------------ | ---------------------------- | ------------------------------ | ------------------------------ | ------------------------------ | ----------------------------- | -------- |
| 朝 明 郡 | 豊田一色村 | 豊田一色村 | 豊田一色村          | 川越村                     | 明治29年3月29日 三重郡川越村   | 川越村                       | 川越村                         | 川越村                         | 昭和36年5月1日 町制 川越町     | 川越町                        | 川越町   |
| 朝 明 郡 | 南福崎村   | 南福崎村   | 南福崎村            | 川越村                     | 明治29年3月29日 三重郡川越村   | 川越村                       | 川越村                         | 川越村                         | 昭和36年5月1日 町制 川越町     | 川越町                        | 川越町   |
| 朝 明 郡 | 亀崎新田   | 亀崎新田   | 亀崎新田            | 川越村                     | 明治29年3月29日 三重郡川越村   | 川越村                       | 川越村                         | 川越村                         | 昭和36年5月1日 町制 川越町     | 川越町                        | 川越町   |
| 朝 明 郡 | 亀尾新田   | 亀尾新田   | 亀尾新田            | 川越村                     | 明治29年3月29日 三重郡川越村   | 川越村                       | 川越村                         | 川越村                         | 昭和36年5月1日 町制 川越町     | 川越町                        | 川越町   |
| 朝 明 郡 | 亀須新田   | 亀須新田   | 亀須新田            | 川越村                     | 明治29年3月29日 三重郡川越村   | 川越村                       | 川越村                         | 川越村                         | 昭和36年5月1日 町制 川越町     | 川越町                        | 川越町   |
| 朝 明 郡 | 北福崎村   | 北福崎村   | 北福崎村            | 川越村                     | 明治29年3月29日 三重郡川越村   | 川越村                       | 川越村                         | 川越村                         | 昭和36年5月1日 町制 川越町     | 川越町                        | 川越町   |
| 朝 明 郡 | 高松村     | 高松村     | 明治8年 高松村      | 川越村                     | 明治29年3月29日 三重郡川越村   | 川越村                       | 川越村                         | 川越村                         | 昭和36年5月1日 町制 川越町     | 川越町                        | 川越町   |
| 朝 明 郡 | 葭野新田   |            | 明治8年 高松村      | 川越村                     | 明治29年3月29日 三重郡川越村   | 川越村                       | 川越村                         | 川越村                         | 昭和36年5月1日 町制 川越町     | 川越町                        | 川越町   |
| 朝 明 郡 | 豊田村     | 豊田村     | 豊田村              | 川越村                     | 明治29年3月29日 三重郡川越村   | 川越村                       | 川越村                         | 川越村                         | 昭和36年5月1日 町制 川越町     | 川越町                        | 川越町   |
| 朝 明 郡 | 当新田     | 当新田     | 当新田              | 川越村                     | 明治29年3月29日 三重郡川越村   | 川越村                       | 川越村                         | 川越村                         | 昭和36年5月1日 町制 川越町     | 川越町                        | 川越町   |
| 朝 明 郡 | 縄生村     | 縄生村     | 縄生村              | 朝日村                     | 明治29年3月29日 三重郡朝日村   | 朝日村                       | 朝日村                         | 昭和29年10月17日 町制 朝日町   | 朝日町                         | 朝日町                        | 朝日町   |
| 朝 明 郡 | 小向村     | 小向村     | 小向村              | 朝日村                     | 明治29年3月29日 三重郡朝日村   | 朝日村                       | 朝日村                         | 昭和29年10月17日 町制 朝日町   | 朝日町                         | 朝日町                        | 朝日町   |
| 朝 明 郡 | 柿村       | 柿村       | 柿村                | 朝日村                     | 明治29年3月29日 三重郡朝日村   | 朝日村                       | 朝日村                         | 昭和29年10月17日 町制 朝日町   | 朝日町                         | 朝日町                        | 朝日町   |
| 朝 明 郡 | 埋縄村     | 埋縄村     | 埋縄村              | 朝日村                     | 明治29年3月29日 三重郡朝日村   | 朝日村                       | 朝日村                         | 昭和29年10月17日 町制 朝日町   | 朝日町                         | 朝日町                        | 朝日町   |
| 朝 明 郡 | 東富田村   | 東富田村   | 東富田村            | 富田村                     | 明治29年3月29日 三重郡富田村   | 大正元年11月10日 町制 富田町 | 昭和16年2月11日 四日市市に編入 | 四日市市                       | 四日市市                       | 四日市市                      | 四日市市 |
| 朝 明 郡 | 茂福村     | 茂福村     | 明治20年 茂福村     | 富田村                     | 明治29年3月29日 三重郡富田村   | 大正元年11月10日 町制 富田町 | 昭和16年2月11日 四日市市に編入 | 四日市市                       | 四日市市                       | 四日市市                      | 四日市市 |
| 朝 明 郡 | 北村       |            | 明治20年 茂福村     | 富田村                     | 明治29年3月29日 三重郡富田村   | 大正元年11月10日 町制 富田町 | 昭和16年2月11日 四日市市に編入 | 四日市市                       | 四日市市                       | 四日市市                      | 四日市市 |
| 朝 明 郡 | 富田一色村 | 富田一色村 | 富田一色村          | 富洲原村                   | 明治29年3月29日 三重郡富洲原村 | 大正12年1月1日 町制 富洲原町 | 昭和16年2月11日 四日市市に編入 | 四日市市                       | 四日市市                       | 四日市市                      | 四日市市 |
| 朝 明 郡 | 松原村     | 松原村     | 松原村              | 富洲原村                   | 明治29年3月29日 三重郡富洲原村 | 大正12年1月1日 町制 富洲原町 | 昭和16年2月11日 四日市市に編入 | 四日市市                       | 四日市市                       | 四日市市                      | 四日市市 |
| 朝 明 郡 | 天ヶ須賀村 | 天ヶ須賀村 | 天ヶ須賀村          | 富洲原村                   | 明治29年3月29日 三重郡富洲原村 | 大正12年1月1日 町制 富洲原町 | 昭和16年2月11日 四日市市に編入 | 四日市市                       | 四日市市                       | 四日市市                      | 四日市市 |
| 朝 明 郡 | 八幡村     | 八幡村     | 八幡村              | 羽津村                     | 明治29年3月29日 三重郡羽津村   | 羽津村                       | 昭和16年2月11日 四日市市に編入 | 四日市市                       | 四日市市                       | 四日市市                      | 四日市市 |
| 朝 明 郡 | 羽津村     | 羽津村     | 羽津村              | 羽津村                     | 明治29年3月29日 三重郡羽津村   | 羽津村                       | 昭和16年2月11日 四日市市に編入 | 四日市市                       | 四日市市                       | 四日市市                      | 四日市市 |
| 朝 明 郡 | 吉沢村     | 吉沢村     | 吉沢村              | 羽津村                     | 明治29年3月29日 三重郡羽津村   | 羽津村                       | 昭和16年2月11日 四日市市に編入 | 四日市市                       | 四日市市                       | 四日市市                      | 四日市市 |
| 朝 明 郡 | 別名村     | 別名村     | 別名村              | 羽津村                     | 明治29年3月29日 三重郡羽津村   | 羽津村                       | 昭和16年2月11日 四日市市に編入 | 四日市市                       | 四日市市                       | 四日市市                      | 四日市市 |
| 朝 明 郡 | 鵤村       | 鵤村       | 鵤村                | 羽津村                     | 明治29年3月29日 三重郡羽津村   | 羽津村                       | 昭和16年2月11日 四日市市に編入 | 四日市市                       | 四日市市                       | 四日市市                      | 四日市市 |
| 三 重 郡 | 日永村     | 日永村     | 日永村              | 日永村                     | 日永村                         | 日永村                       | 昭和16年2月11日 四日市市に編入 | 四日市市                       | 四日市市                       | 四日市市                      | 四日市市 |
| 三 重 郡 | 泊村       | 泊村       | 泊村                | 日永村                     | 日永村                         | 日永村                       | 昭和16年2月11日 四日市市に編入 | 四日市市                       | 四日市市                       | 四日市市                      | 四日市市 |
| 三 重 郡 | 六呂見村   | 大部分     | 六呂見村            | 日永村                     | 日永村                         | 日永村                       | 昭和16年2月11日 四日市市に編入 | 四日市市                       | 四日市市                       | 四日市市                      | 四日市市 |
| 三 重 郡 | 六呂見村   | 一部       | 六呂見村            | 塩浜村                     | 塩浜村                         | 塩浜村                       | 昭和5年1月1日 四日市市に編入   | 四日市市                       | 四日市市                       | 四日市市                      | 四日市市 |
| 三 重 郡 | 塩浜村     | 塩浜村     | 塩浜村              | 塩浜村                     | 塩浜村                         | 塩浜村                       | 昭和5年1月1日 四日市市に編入   | 四日市市                       | 四日市市                       | 四日市市                      | 四日市市 |
| 三 重 郡 | 馳出村     | 馳出村     | 馳出村              | 塩浜村                     | 塩浜村                         | 塩浜村                       | 昭和5年1月1日 四日市市に編入   | 四日市市                       | 四日市市                       | 四日市市                      | 四日市市 |
| 三 重 郡 | 辰巳新田   | 辰巳新田   | 明治8年 旭村        | 塩浜村                     | 塩浜村                         | 塩浜村                       | 昭和5年1月1日 四日市市に編入   | 四日市市                       | 四日市市                       | 四日市市                      | 四日市市 |
| 三 重 郡 | 大橋新田   |            | 明治8年 旭村        | 塩浜村                     | 塩浜村                         | 塩浜村                       | 昭和5年1月1日 四日市市に編入   | 四日市市                       | 四日市市                       | 四日市市                      | 四日市市 |
| 三 重 郡 | 西阿倉川村 | 西阿倉川村 | 西阿倉川村          | 海蔵村                     | 海蔵村                         | 海蔵村                       | 昭和5年1月1日 四日市市に編入   | 四日市市                       | 四日市市                       | 四日市市                      | 四日市市 |
| 三 重 郡 | 東阿倉川村 | 東阿倉川村 | 東阿倉川村          | 海蔵村                     | 海蔵村                         | 海蔵村                       | 昭和5年1月1日 四日市市に編入   | 四日市市                       | 四日市市                       | 四日市市                      | 四日市市 |
| 三 重 郡 | 野田村     | 野田村     | 野田村              | 海蔵村                     | 海蔵村                         | 海蔵村                       | 昭和5年1月1日 四日市市に編入   | 四日市市                       | 四日市市                       | 四日市市                      | 四日市市 |
| 三 重 郡 | 末永村     | 一部を除く | 末永村              | 海蔵村                     | 海蔵村                         | 海蔵村                       | 昭和5年1月1日 四日市市に編入   | 四日市市                       | 四日市市                       | 四日市市                      | 四日市市 |
| 三 重 郡 | 末永村     | 一部       | 末永村              | 四日市町                   | 明治30年8月1日 市制 四日市市   | 四日市市                     | 四日市市                       | 四日市市                       | 四日市市                       | 四日市市                      | 四日市市 |
| 三 重 郡 | 四日市町   | 四日市町   | 四日市町            | 四日市町                   | 明治30年8月1日 市制 四日市市   | 四日市市                     | 四日市市                       | 四日市市                       | 四日市市                       | 四日市市                      | 四日市市 |
| 三 重 郡 | 浜田村     | 浜田村     | 浜田村              | 四日市町                   | 明治30年8月1日 市制 四日市市   | 四日市市                     | 四日市市                       | 四日市市                       | 四日市市                       | 四日市市                      | 四日市市 |
| 三 重 郡 | 浜一色村   | 浜一色村   | 浜一色村            | 四日市町                   | 明治30年8月1日 市制 四日市市   | 四日市市                     | 四日市市                       | 四日市市                       | 四日市市                       | 四日市市                      | 四日市市 |
| 三 重 郡 | 赤堀村     | 一部       | 赤堀村              | 四日市町                   | 明治30年8月1日 市制 四日市市   | 四日市市                     | 四日市市                       | 四日市市                       | 四日市市                       | 四日市市                      | 四日市市 |
| 三 重 郡 | 赤堀村     | 一部を除く | 赤堀村              | 常磐村                     | 常磐村                         | 常磐村                       | 昭和16年2月11日 四日市市に編入 | 四日市市                       | 四日市市                       | 四日市市                      | 四日市市 |
| 三 重 郡 | 大井手村   | 大井手村   | 大井手村            | 常磐村                     | 常磐村                         | 常磐村                       | 昭和16年2月11日 四日市市に編入 | 四日市市                       | 四日市市                       | 四日市市                      | 四日市市 |
| 三 重 郡 | 松本村     | 松本村     | 松本村              | 常磐村                     | 常磐村                         | 常磐村                       | 昭和16年2月11日 四日市市に編入 | 四日市市                       | 四日市市                       | 四日市市                      | 四日市市 |
| 三 重 郡 | 伊倉村     | 伊倉村     | 伊倉村              | 常磐村                     | 常磐村                         | 常磐村                       | 昭和16年2月11日 四日市市に編入 | 四日市市                       | 四日市市                       | 四日市市                      | 四日市市 |
| 三 重 郡 | 東中川原村 | 東中川原村 | 明治初年 中川原村   | 常磐村                     | 常磐村                         | 常磐村                       | 昭和16年2月11日 四日市市に編入 | 四日市市                       | 四日市市                       | 四日市市                      | 四日市市 |
| 三 重 郡 | 西中川原村 |            | 明治初年 中川原村   | 常磐村                     | 常磐村                         | 常磐村                       | 昭和16年2月11日 四日市市に編入 | 四日市市                       | 四日市市                       | 四日市市                      | 四日市市 |
| 三 重 郡 | 久保田村   | 久保田村   | 久保田村            | 常磐村                     | 常磐村                         | 常磐村                       | 昭和16年2月11日 四日市市に編入 | 四日市市                       | 四日市市                       | 四日市市                      | 四日市市 |
| 三 重 郡 | 芝田村     | 芝田村     | 芝田村              | 常磐村                     | 常磐村                         | 常磐村                       | 昭和16年2月11日 四日市市に編入 | 四日市市                       | 四日市市                       | 四日市市                      | 四日市市 |
| 三 重 郡 | 波木村     | 波木村     | 波木村              | 内部村                     | 内部村                         | 内部村                       | 昭和18年9月15日 四日市市に編入 | 四日市市                       | 四日市市                       | 四日市市                      | 四日市市 |
| 三 重 郡 | 貝家村     | 貝家村     | 貝家村              | 内部村                     | 内部村                         | 内部村                       | 昭和18年9月15日 四日市市に編入 | 四日市市                       | 四日市市                       | 四日市市                      | 四日市市 |
| 三 重 郡 | 采女村     | 采女村     | 采女村              | 内部村                     | 内部村                         | 内部村                       | 昭和18年9月15日 四日市市に編入 | 四日市市                       | 四日市市                       | 四日市市                      | 四日市市 |
| 三 重 郡 | 北小松村   | 北小松村   | 北小松村            | 内部村                     | 内部村                         | 内部村                       | 昭和18年9月15日 四日市市に編入 | 四日市市                       | 四日市市                       | 四日市市                      | 四日市市 |
| 三 重 郡 | 小古曽村   | 小古曽村   | 小古曽村            | 内部村                     | 内部村                         | 内部村                       | 昭和18年9月15日 四日市市に編入 | 四日市市                       | 四日市市                       | 四日市市                      | 四日市市 |
| 三 重 郡 | 東日野村   | 東日野村   | 東日野村            | 四郷村                     | 四郷村                         | 四郷村                       | 昭和18年9月15日 四日市市に編入 | 四日市市                       | 四日市市                       | 四日市市                      | 四日市市 |
| 三 重 郡 | 西日野村   | 西日野村   | 西日野村            | 四郷村                     | 四郷村                         | 四郷村                       | 昭和18年9月15日 四日市市に編入 | 四日市市                       | 四日市市                       | 四日市市                      | 四日市市 |
| 三 重 郡 | 室山村     | 室山村     | 室山村              | 四郷村                     | 四郷村                         | 四郷村                       | 昭和18年9月15日 四日市市に編入 | 四日市市                       | 四日市市                       | 四日市市                      | 四日市市 |
| 三 重 郡 | 八王子村   | 八王子村   | 八王子村            | 四郷村                     | 四郷村                         | 四郷村                       | 昭和18年9月15日 四日市市に編入 | 四日市市                       | 四日市市                       | 四日市市                      | 四日市市 |
| 三 重 郡 | 小山村     | 小山村     | 小山村              | 小山田村                   | 小山田村                       | 小山田村                     | 小山田村                       | 昭和29年3月31日 四日市市に編入 | 四日市市                       | 四日市市                      | 四日市市 |
| 三 重 郡 | 山田村     | 山田村     | 山田村              | 小山田村                   | 小山田村                       | 小山田村                     | 小山田村                       | 昭和29年3月31日 四日市市に編入 | 四日市市                       | 四日市市                      | 四日市市 |
| 三 重 郡 | 六名村     | 六名村     | 六名村              | 小山田村                   | 小山田村                       | 小山田村                     | 小山田村                       | 昭和29年3月31日 四日市市に編入 | 四日市市                       | 四日市市                      | 四日市市 |
| 三 重 郡 | 堂箇山村   | 堂箇山村   | 堂箇山村            | 小山田村                   | 小山田村                       | 小山田村                     | 小山田村                       | 昭和29年3月31日 四日市市に編入 | 四日市市                       | 四日市市                      | 四日市市 |
| 三 重 郡 | 川島村     | 川島村     | 川島村              | 川島村                     | 川島村                         | 川島村                       | 川島村                         | 昭和29年7月1日 四日市市に編入  | 四日市市                       | 四日市市                      | 四日市市 |
| 三 重 郡 | 小生村     | 小生村     | 小生村              | 川島村                     | 川島村                         | 川島村                       | 川島村                         | 昭和29年7月1日 四日市市に編入  | 四日市市                       | 四日市市                      | 四日市市 |
| 三 重 郡 | 曽井村     | 曽井村     | 曽井村              | 神前村                     | 神前村                         | 神前村                       | 神前村                         | 昭和29年7月1日 四日市市に編入  | 四日市市                       | 四日市市                      | 四日市市 |
| 三 重 郡 | 高角村     | 高角村     | 高角村              | 神前村                     | 神前村                         | 神前村                       | 神前村                         | 昭和29年7月1日 四日市市に編入  | 四日市市                       | 四日市市                      | 四日市市 |
| 三 重 郡 | 寺方村     | 寺方村     | 寺方村              | 神前村                     | 神前村                         | 神前村                       | 神前村                         | 昭和29年7月1日 四日市市に編入  | 四日市市                       | 四日市市                      | 四日市市 |
| 三 重 郡 | 西野村     | 西野村     | 西野村              | 神前村                     | 神前村                         | 神前村                       | 神前村                         | 昭和29年7月1日 四日市市に編入  | 四日市市                       | 四日市市                      | 四日市市 |
| 三 重 郡 | 尾平村     | 尾平村     | 尾平村              | 神前村                     | 神前村                         | 神前村                       | 神前村                         | 昭和29年7月1日 四日市市に編入  | 四日市市                       | 四日市市                      | 四日市市 |
| 三 重 郡 | 佐倉村     | 佐倉村     | 佐倉村              | 桜村                       | 桜村                           | 桜村                         | 桜村                           | 昭和29年7月1日 四日市市に編入  | 四日市市                       | 四日市市                      | 四日市市 |
| 三 重 郡 | 桜一色村   |            | 佐倉村              | 桜村                       | 桜村                           | 桜村                         | 桜村                           | 昭和29年7月1日 四日市市に編入  | 四日市市                       | 四日市市                      | 四日市市 |
| 三 重 郡 | 智積村     | 智積村     | 智積村              | 桜村                       | 桜村                           | 桜村                         | 桜村                           | 昭和29年7月1日 四日市市に編入  | 四日市市                       | 四日市市                      | 四日市市 |
| 三 重 郡 | 黒田村     | 黒田村     | 黒田村              | 県村                       | 県村                           | 県村                         | 県村                           | 昭和29年7月1日 四日市市に編入  | 四日市市                       | 四日市市                      | 四日市市 |
| 三 重 郡 | 江村       | 江村       | 明治8年 江村        | 県村                       | 県村                           | 県村                         | 県村                           | 昭和29年7月1日 四日市市に編入  | 四日市市                       | 四日市市                      | 四日市市 |
| 三 重 郡 | 北野村     | 北野村     | 北野村              | 県村                       | 県村                           | 県村                         | 県村                           | 昭和29年7月1日 四日市市に編入  | 四日市市                       | 四日市市                      | 四日市市 |
| 三 重 郡 | 平尾村     | 平尾村     | 平尾村              | 県村                       | 県村                           | 県村                         | 県村                           | 昭和29年7月1日 四日市市に編入  | 四日市市                       | 四日市市                      | 四日市市 |
| 三 重 郡 | 赤水村     | 赤水村     | 赤水村              | 県村                       | 県村                           | 県村                         | 県村                           | 昭和29年7月1日 四日市市に編入  | 四日市市                       | 四日市市                      | 四日市市 |
| 三 重 郡 | 上海老原村 | 上海老原村 | 上海老原村          | 県村                       | 県村                           | 県村                         | 県村                           | 昭和29年7月1日 四日市市に編入  | 四日市市                       | 四日市市                      | 四日市市 |
| 三 重 郡 | 下海老原村 | 下海老原村 | 下海老原村          | 県村                       | 県村                           | 県村                         | 県村                           | 昭和29年7月1日 四日市市に編入  | 四日市市                       | 四日市市                      | 四日市市 |
| 三 重 郡 | 東坂部村   | 東坂部村   | 東坂部村            | 三重村                     | 三重村                         | 三重村                       | 三重村                         | 昭和29年7月1日 四日市市に編入  | 四日市市                       | 四日市市                      | 四日市市 |
| 三 重 郡 | 西坂部村   | 西坂部村   | 西坂部村            | 三重村                     | 三重村                         | 三重村                       | 三重村                         | 昭和29年7月1日 四日市市に編入  | 四日市市                       | 四日市市                      | 四日市市 |
| 三 重 郡 | 山之一色村 | 山之一色村 | 山之一色村          | 三重村                     | 三重村                         | 三重村                       | 三重村                         | 昭和29年7月1日 四日市市に編入  | 四日市市                       | 四日市市                      | 四日市市 |
| 三 重 郡 | 生桑村     | 生桑村     | 生桑村              | 三重村                     | 三重村                         | 三重村                       | 三重村                         | 昭和29年7月1日 四日市市に編入  | 四日市市                       | 四日市市                      | 四日市市 |
| 三 重 郡 | 小杉村     | 小杉村     | 小杉村              | 三重村                     | 三重村                         | 三重村                       | 三重村                         | 昭和29年7月1日 四日市市に編入  | 四日市市                       | 四日市市                      | 四日市市 |
| 三 重 郡 | 川原田村   | 川原田村   | 川原田村            | 河原田村                   | 河原田村                       | 河原田村                     | 河原田村                       | 昭和29年7月1日 四日市市に編入  | 四日市市                       | 四日市市                      | 四日市市 |
| 三 重 郡 | 貝塚村     | 貝塚村     | 貝塚村              | 河原田村                   | 河原田村                       | 河原田村                     | 河原田村                       | 昭和29年7月1日 四日市市に編入  | 四日市市                       | 四日市市                      | 四日市市 |
| 三 重 郡 | 内堀村     | 内堀村     | 内堀村              | 河原田村                   | 河原田村                       | 河原田村                     | 河原田村                       | 昭和29年7月1日 四日市市に編入  | 四日市市                       | 四日市市                      | 四日市市 |
| 三 重 郡 | 川尻村     | 川尻村     | 川尻村              | 河原田村                   | 河原田村                       | 河原田村                     | 河原田村                       | 昭和29年7月1日 四日市市に編入  | 四日市市                       | 四日市市                      | 四日市市 |
| 三 重 郡 | 大治田村   | 大治田村   | 大治田村            | 河原田村                   | 河原田村                       | 河原田村                     | 河原田村                       | 昭和29年7月1日 四日市市に編入  | 四日市市                       | 四日市市                      | 四日市市 |
| 朝 明 郡 | 垂坂村     | 垂坂村     | 垂坂村              | 大矢知村                   | 明治29年3月29日 三重郡大矢知村 | 大矢知村                     | 大矢知村                       | 昭和29年7月1日 四日市市に編入  | 四日市市                       | 四日市市                      | 四日市市 |
| 朝 明 郡 | 西富田村   | 西富田村   | 西富田村            | 大矢知村                   | 明治29年3月29日 三重郡大矢知村 | 大矢知村                     | 大矢知村                       | 昭和29年7月1日 四日市市に編入  | 四日市市                       | 四日市市                      | 四日市市 |
| 朝 明 郡 | 蒔田村     | 蒔田村     | 蒔田村              | 大矢知村                   | 明治29年3月29日 三重郡大矢知村 | 大矢知村                     | 大矢知村                       | 昭和29年7月1日 四日市市に編入  | 四日市市                       | 四日市市                      | 四日市市 |
| 朝 明 郡 | 松寺村     | 松寺村     | 松寺村              | 大矢知村                   | 明治29年3月29日 三重郡大矢知村 | 大矢知村                     | 大矢知村                       | 昭和29年7月1日 四日市市に編入  | 四日市市                       | 四日市市                      | 四日市市 |
| 朝 明 郡 | 下之宮村   | 下之宮村   | 下之宮村            | 大矢知村                   | 明治29年3月29日 三重郡大矢知村 | 大矢知村                     | 大矢知村                       | 昭和29年7月1日 四日市市に編入  | 四日市市                       | 四日市市                      | 四日市市 |
| 朝 明 郡 | 川北村     | 川北村     | 川北村              | 大矢知村                   | 明治29年3月29日 三重郡大矢知村 | 大矢知村                     | 大矢知村                       | 昭和29年7月1日 四日市市に編入  | 四日市市                       | 四日市市                      | 四日市市 |
| 朝 明 郡 | 大矢知村   | 一部を除く | 大矢知村            | 大矢知村                   | 明治29年3月29日 三重郡大矢知村 | 大矢知村                     | 大矢知村                       | 昭和29年7月1日 四日市市に編入  | 四日市市                       | 四日市市                      | 四日市市 |
| 朝 明 郡 | 大矢知村   | 一部       | 大矢知村            | 八郷村                     | 明治29年3月29日 三重郡八郷村   | 八郷村                       | 八郷村                         | 昭和29年7月1日 四日市市に編入  | 四日市市                       | 四日市市                      | 四日市市 |
| 朝 明 郡 | 平津村     | 平津村     | 平津村              | 八郷村                     | 明治29年3月29日 三重郡八郷村   | 八郷村                       | 八郷村                         | 昭和29年7月1日 四日市市に編入  | 四日市市                       | 四日市市                      | 四日市市 |
| 朝 明 郡 | 広永村     | 広永村     | 広永村              | 八郷村                     | 明治29年3月29日 三重郡八郷村   | 八郷村                       | 八郷村                         | 昭和29年7月1日 四日市市に編入  | 四日市市                       | 四日市市                      | 四日市市 |
| 朝 明 郡 | 山村       | 山村       | 山村                | 八郷村                     | 明治29年3月29日 三重郡八郷村   | 八郷村                       | 八郷村                         | 昭和29年7月1日 四日市市に編入  | 四日市市                       | 四日市市                      | 四日市市 |
| 朝 明 郡 | 伊坂村     | 伊坂村     | 伊坂村              | 八郷村                     | 明治29年3月29日 三重郡八郷村   | 八郷村                       | 八郷村                         | 昭和29年7月1日 四日市市に編入  | 四日市市                       | 四日市市                      | 四日市市 |
| 朝 明 郡 | 千代田村   | 千代田村   | 千代田村            | 八郷村                     | 明治29年3月29日 三重郡八郷村   | 八郷村                       | 八郷村                         | 昭和29年7月1日 四日市市に編入  | 四日市市                       | 四日市市                      | 四日市市 |
| 朝 明 郡 | 中村       | 中村       | 中村                | 八郷村                     | 明治29年3月29日 三重郡八郷村   | 八郷村                       | 八郷村                         | 昭和29年7月1日 四日市市に編入  | 四日市市                       | 四日市市                      | 四日市市 |
| 朝 明 郡 | 萱生村     | 萱生村     | 萱生村              | 八郷村                     | 明治29年3月29日 三重郡八郷村   | 八郷村                       | 八郷村                         | 昭和29年7月1日 四日市市に編入  | 四日市市                       | 四日市市                      | 四日市市 |
| 朝 明 郡 | 広永新田   | 広永新田   | 広永新田            | 八郷村                     | 明治29年3月29日 三重郡八郷村   | 八郷村                       | 八郷村                         | 昭和29年7月1日 四日市市に編入  | 四日市市                       | 四日市市                      | 四日市市 |
| 朝 明 郡 | 東大鐘村   | 東大鐘村   | 東大鐘村            | 下野村                     | 明治29年3月29日 三重郡下野村   | 下野村                       | 下野村                         | 昭和29年7月1日 四日市市に編入  | 四日市市                       | 四日市市                      | 四日市市 |
| 朝 明 郡 | 西大鐘村   | 西大鐘村   | 西大鐘村            | 下野村                     | 明治29年3月29日 三重郡下野村   | 下野村                       | 下野村                         | 昭和29年7月1日 四日市市に編入  | 四日市市                       | 四日市市                      | 四日市市 |
| 朝 明 郡 | 北山村     | 北山村     | 北山村              | 下野村                     | 明治29年3月29日 三重郡下野村   | 下野村                       | 下野村                         | 昭和29年7月1日 四日市市に編入  | 四日市市                       | 四日市市                      | 四日市市 |
| 朝 明 郡 | 中里村     | 中里村     | 中里村              | 下野村                     | 明治29年3月29日 三重郡下野村   | 下野村                       | 下野村                         | 昭和29年7月1日 四日市市に編入  | 四日市市                       | 四日市市                      | 四日市市 |
| 朝 明 郡 | 山城村     | 山城村     | 山城村              | 下野村                     | 明治29年3月29日 三重郡下野村   | 下野村                       | 下野村                         | 昭和29年7月1日 四日市市に編入  | 四日市市                       | 四日市市                      | 四日市市 |
| 朝 明 郡 | 札場新田   | 札場新田   | 札場新田            | 下野村                     | 明治29年3月29日 三重郡下野村   | 下野村                       | 下野村                         | 昭和29年7月1日 四日市市に編入  | 四日市市                       | 四日市市                      | 四日市市 |
| 朝 明 郡 | 中野村     | 中野村     | 中野村              | 保々村                     | 明治29年3月29日 三重郡保々村   | 保々村                       | 保々村                         | 保々村                         | 昭和32年4月15日 四日市市に編入 | 四日市市                      | 四日市市 |
| 朝 明 郡 | 小牧村     | 小牧村     | 小牧村              | 保々村                     | 明治29年3月29日 三重郡保々村   | 保々村                       | 保々村                         | 保々村                         | 昭和32年4月15日 四日市市に編入 | 四日市市                      | 四日市市 |
| 朝 明 郡 | 市場村     | 市場村     | 市場村              | 保々村                     | 明治29年3月29日 三重郡保々村   | 保々村                       | 保々村                         | 保々村                         | 昭和32年4月15日 四日市市に編入 | 四日市市                      | 四日市市 |
| 朝 明 郡 | 西村       | 西村       | 西村                | 保々村                     | 明治29年3月29日 三重郡保々村   | 保々村                       | 保々村                         | 保々村                         | 昭和32年4月15日 四日市市に編入 | 四日市市                      | 四日市市 |
| 三 重 郡 | 水沢村     | 水沢村     | 水沢村              | 水沢村                     | 水沢村                         | 水沢村                       | 水沢村                         | 水沢村                         | 昭和32年4月15日 四日市市に編入 | 四日市市                      | 四日市市 |
| 三 重 郡 | 北一色村   | 北一色村   | 北一色村            | 楠村                       | 楠村                           | 楠村                         | 昭和15年2月11日 町制 楠町      | 楠町                           | 楠町                           | 平成17年2月7日 四日市市に編入 | 四日市市 |
| 三 重 郡 | 小倉村     | 小倉村     | 小倉村              | 楠村                       | 楠村                           | 楠村                         | 昭和15年2月11日 町制 楠町      | 楠町                           | 楠町                           | 平成17年2月7日 四日市市に編入 | 四日市市 |
| 三 重 郡 | 本郷村     | 本郷村     | 本郷村              | 楠村                       | 楠村                           | 楠村                         | 昭和15年2月11日 町制 楠町      | 楠町                           | 楠町                           | 平成17年2月7日 四日市市に編入 | 四日市市 |
| 三 重 郡 | 吉崎新田   | 吉崎新田   | 明治8年 吉崎村      | 楠村                       | 楠村                           | 楠村                         | 昭和15年2月11日 町制 楠町      | 楠町                           | 楠町                           | 平成17年2月7日 四日市市に編入 | 四日市市 |
| 三 重 郡 | 吉崎附新田 |            | 明治8年 吉崎村      | 楠村                       | 楠村                           | 楠村                         | 昭和15年2月11日 町制 楠町      | 楠町                           | 楠町                           | 平成17年2月7日 四日市市に編入 | 四日市市 |
| 三 重 郡 | 北五味塚村 | 北五味塚村 | 北五味塚村          | 楠村                       | 楠村                           | 楠村                         | 昭和15年2月11日 町制 楠町      | 楠町                           | 楠町                           | 平成17年2月7日 四日市市に編入 | 四日市市 |
| 三 重 郡 | 南五味塚村 | 南五味塚村 | 南五味塚村          | 楠村                       | 楠村                           | 楠村                         | 昭和15年2月11日 町制 楠町      | 楠町                           | 楠町                           | 平成17年2月7日 四日市市に編入 | 四日市市 |
| 三 重 郡 | 南川村     | 南川村     | 南川村              | 楠村                       | 楠村                           | 楠村                         | 昭和15年2月11日 町制 楠町      | 楠町                           | 楠町                           | 平成17年2月7日 四日市市に編入 | 四日市市 |
| 三 重 郡 | 西菰野村   | 西菰野村   | 明治8年 菰野村      | 菰野村                     | 菰野村                         | 菰野村                       | 昭和3年10月1日 町制 菰野町     | 菰野町                         | 昭和31年9月30日 菰野町         | 菰野町                        | 菰野町   |
| 三 重 郡 | 中菰野村   |            | 明治8年 菰野村      | 菰野村                     | 菰野村                         | 菰野村                       | 昭和3年10月1日 町制 菰野町     | 菰野町                         | 昭和31年9月30日 菰野町         | 菰野町                        | 菰野町   |
| 三 重 郡 | 東菰野村   |            | 明治8年 菰野村      | 菰野村                     | 菰野村                         | 菰野村                       | 昭和3年10月1日 町制 菰野町     | 菰野町                         | 昭和31年9月30日 菰野町         | 菰野町                        | 菰野町   |
| 三 重 郡 | 宿野村     | 宿野村     | 宿野村              | 菰野村                     | 菰野村                         | 菰野村                       | 昭和3年10月1日 町制 菰野町     | 菰野町                         | 昭和31年9月30日 菰野町         | 菰野町                        | 菰野町   |
| 三 重 郡 | 福村       | 福村       | 福村                | 菰野村                     | 菰野村                         | 菰野村                       | 昭和3年10月1日 町制 菰野町     | 菰野町                         | 昭和31年9月30日 菰野町         | 菰野町                        | 菰野町   |
| 三 重 郡 | 神田村     | 神田村     | 明治8年 神森村      | 菰野村                     | 菰野村                         | 菰野村                       | 昭和3年10月1日 町制 菰野町     | 菰野町                         | 昭和31年9月30日 菰野町         | 菰野町                        | 菰野町   |
| 三 重 郡 | 森村       |            | 明治8年 神森村      | 菰野村                     | 菰野村                         | 菰野村                       | 昭和3年10月1日 町制 菰野町     | 菰野町                         | 昭和31年9月30日 菰野町         | 菰野町                        | 菰野町   |
| 三 重 郡 | 吉沢村     | 吉沢村     | 吉沢村              | 鵜川原村                   | 鵜川原村                       | 鵜川原村                     | 鵜川原村                       | 鵜川原村                       | 昭和31年9月30日 菰野町         | 菰野町                        | 菰野町   |
| 三 重 郡 | 下鵜川原村 | 下鵜川原村 | 下鵜川原村          | 鵜川原村                   | 鵜川原村                       | 鵜川原村                     | 鵜川原村                       | 鵜川原村                       | 昭和31年9月30日 菰野町         | 菰野町                        | 菰野町   |
| 三 重 郡 | 川北村     | 川北村     | 川北村              | 鵜川原村                   | 鵜川原村                       | 鵜川原村                     | 鵜川原村                       | 鵜川原村                       | 昭和31年9月30日 菰野町         | 菰野町                        | 菰野町   |
| 三 重 郡 | 上鵜川原村 | 上鵜川原村 | 明治8年 大強原村    | 鵜川原村                   | 鵜川原村                       | 鵜川原村                     | 鵜川原村                       | 鵜川原村                       | 昭和31年9月30日 菰野町         | 菰野町                        | 菰野町   |
| 三 重 郡 | 諏訪村     |            | 明治8年 大強原村    | 鵜川原村                   | 鵜川原村                       | 鵜川原村                     | 鵜川原村                       | 鵜川原村                       | 昭和31年9月30日 菰野町         | 菰野町                        | 菰野町   |
| 三 重 郡 | 池底村     | 池底村     | 池底村              | 鵜川原村                   | 鵜川原村                       | 鵜川原村                     | 鵜川原村                       | 鵜川原村                       | 昭和31年9月30日 菰野町         | 菰野町                        | 菰野町   |
| 朝 明 郡 | 永井村     | 永井村     | 永井村              | 竹永村                     | 明治29年3月29日 三重郡竹永村   | 竹永村                       | 竹永村                         | 竹永村                         | 昭和31年9月30日 菰野町         | 菰野町                        | 菰野町   |
| 朝 明 郡 | 竹成村     | 竹成村     | 竹成村              | 竹永村                     | 明治29年3月29日 三重郡竹永村   | 竹永村                       | 竹永村                         | 竹永村                         | 昭和31年9月30日 菰野町         | 菰野町                        | 菰野町   |
| 朝 明 郡 | 小島村     | 小島村     | 小島村              | 朝上村                     | 明治29年3月29日 三重郡朝上村   | 朝上村                       | 朝上村                         | 昭和30年4月1日 朝明村          | 昭和32年1月15日 菰野町に編入   | 菰野町                        | 菰野町   |
| 朝 明 郡 | 田口村     | 田口村     | 田口村              | 朝上村                     | 明治29年3月29日 三重郡朝上村   | 朝上村                       | 朝上村                         | 昭和30年4月1日 朝明村          | 昭和32年1月15日 菰野町に編入   | 菰野町                        | 菰野町   |
| 朝 明 郡 | 田口新田   | 田口新田   | 田口新田            | 朝上村                     | 明治29年3月29日 三重郡朝上村   | 朝上村                       | 朝上村                         | 昭和30年4月1日 朝明村          | 昭和32年1月15日 菰野町に編入   | 菰野町                        | 菰野町   |
| 朝 明 郡 | 田光村     | 田光村     | 田光村              | 朝上村                     | 明治29年3月29日 三重郡朝上村   | 朝上村                       | 朝上村                         | 昭和30年4月1日 朝明村          | 昭和32年1月15日 菰野町に編入   | 菰野町                        | 菰野町   |
| 朝 明 郡 | 杉谷村     | 杉谷村     | 杉谷村              | 朝上村                     | 明治29年3月29日 三重郡朝上村   | 朝上村                       | 朝上村                         | 昭和30年4月1日 朝明村          | 昭和32年1月15日 菰野町に編入   | 菰野町                        | 菰野町   |
| 朝 明 郡 | 切畑村     | 切畑村     | 切畑村              | 朝上村                     | 明治29年3月29日 三重郡朝上村   | 朝上村                       | 朝上村                         | 昭和30年4月1日 朝明村          | 昭和32年1月15日 菰野町に編入   | 菰野町                        | 菰野町   |
| 朝 明 郡 | 馬場村     | 馬場村     | 明治8年 榊村        | 朝上村                     | 明治29年3月29日 三重郡朝上村   | 朝上村                       | 朝上村                         | 昭和30年4月1日 朝明村          | 昭和32年1月15日 菰野町に編入   | 菰野町                        | 菰野町   |
| 朝 明 郡 | 中脇村     |            | 明治8年 榊村        | 朝上村                     | 明治29年3月29日 三重郡朝上村   | 朝上村                       | 朝上村                         | 昭和30年4月1日 朝明村          | 昭和32年1月15日 菰野町に編入   | 菰野町                        | 菰野町   |
| 三 重 郡 | 潤田村     | 潤田村     | 潤田村              | 千種村                     | 千種村                         | 千種村                       | 千種村                         | 昭和30年4月1日 朝明村          | 昭和32年1月15日 菰野町に編入   | 菰野町                        | 菰野町   |
| 三 重 郡 | 音羽村     | 音羽村     | 音羽村              | 千種村                     | 千種村                         | 千種村                       | 千種村                         | 昭和30年4月1日 朝明村          | 昭和32年1月15日 菰野町に編入   | 菰野町                        | 菰野町   |
| 三 重 郡 | 千草村     | 千草村     | 明治7年 千草村      | 千種村                     | 千種村                         | 千種村                       | 千種村                         | 昭和30年4月1日 朝明村          | 昭和32年1月15日 菰野町に編入   | 菰野町                        | 菰野町   |
| 三 重 郡 | 岡村       |            | 明治7年 千草村      | 千種村                     | 千種村                         | 千種村                       | 千種村                         | 昭和30年4月1日 朝明村          | 昭和32年1月15日 菰野町に編入   | 菰野町                        | 菰野町   |
| 三 重 郡 | 福松村     |            | 明治7年 千草村      | 千種村                     | 千種村                         | 千種村                       | 千種村                         | 昭和30年4月1日 朝明村          | 昭和32年1月15日 菰野町に編入   | 菰野町                        | 菰野町   |

## 行政
三重・朝明郡長
| 代 | 氏名       | 就任年月日                 | 退任年月日                | 備考                               |
| -- | ---------- | -------------------------- | ------------------------- | ---------------------------------- |
| 1  | 伊東祐賢   | 明治12年（1879年）5月5日   |                           |                                    |
| 2  | 西久保紀林 | 明治17年（1884年）1月15日  |                           |                                    |
| 3  | 酒井礼一   | 明治17年（1884年）12月22日 | 明治29年（1896年）3月31日 | 朝明郡との合併により旧・三重郡廃止 |

歴代郡長
| 代 | 氏名       | 就任年月日                 | 退任年月日                | 備考                   |
| -- | ---------- | -------------------------- | ------------------------- | ---------------------- |
| 1  | 酒井礼一   | 明治29年（1896年）4月1日   |                           |                        |
| 2  | 柚原具致   | 明治30年（1897年）12月13日 |                           |                        |
| 3  | 酒井礼一   | 明治32年（1899年）4月27日  |                           |                        |
| 4  | 石井義忱   | 明治35年（1902年）1月10日  |                           |                        |
| 5  | 上野録二郎 | 明治37年（1904年）12月28日 |                           |                        |
| 6  | 北野孝一   | 明治42年（1909年）4月30日  |                           |                        |
| 7  | 栗山武尾   | 明治43年（1910年）4月21日  |                           |                        |
| 8  | 今村真橘   | 明治45年（1912年）6月22日  |                           |                        |
| 9  | 加藤信太郎 | 大正12年（1923年）3月10日  | 大正15年（1926年）6月30日 | 郡役所廃止により、廃官 |